# Jarra

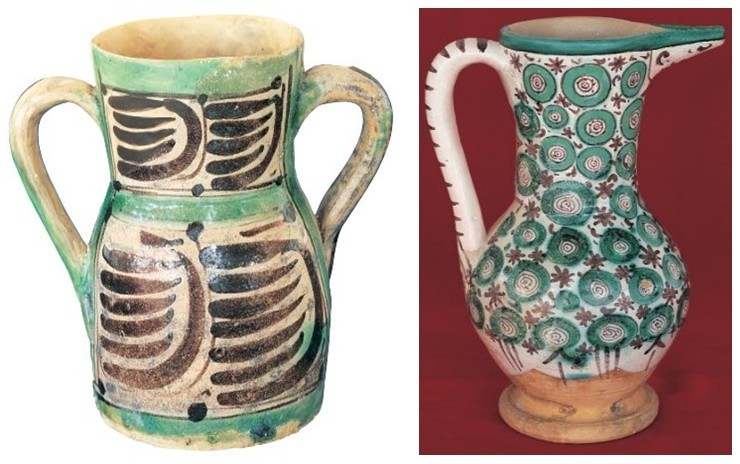
Jarrita ("terrazo") y Jarra ("picher") de loza judeo-aragonesa decorada en verde y manganeso,. Museo Provincial de Teruel (España).

Una jarra es un recipiente o vasija de cuello y boca anchos y una o más asas destacadas, con o sin pico vertedor y una altura inferior a 35 cm. La relación entre altura y diámetro puede ser de 1/1 a 2/1. Es palabra procedente del árabe andalusí «ǧárra», y este a su vez del árabe clásico «ǧarrah». Tradicionalmente de barro o loza, las jarras pueden estar elaboradas en diferentes materiales y elegantes diseños (cerámica, vidrio, metal, plástico, etc). Como servicio de mesa han evolucionado de lo útil a lo ornamental.
Algunas jarras han sido diseñadas para funciones adicionales, así la jarra eléctrica o hervidor y las "jarras purificadoras" que incorporan un filtro en su tapa de modo que al verter el agua tiene que pasar necesariamente a través del mismo.

## Tipos arqueológicos

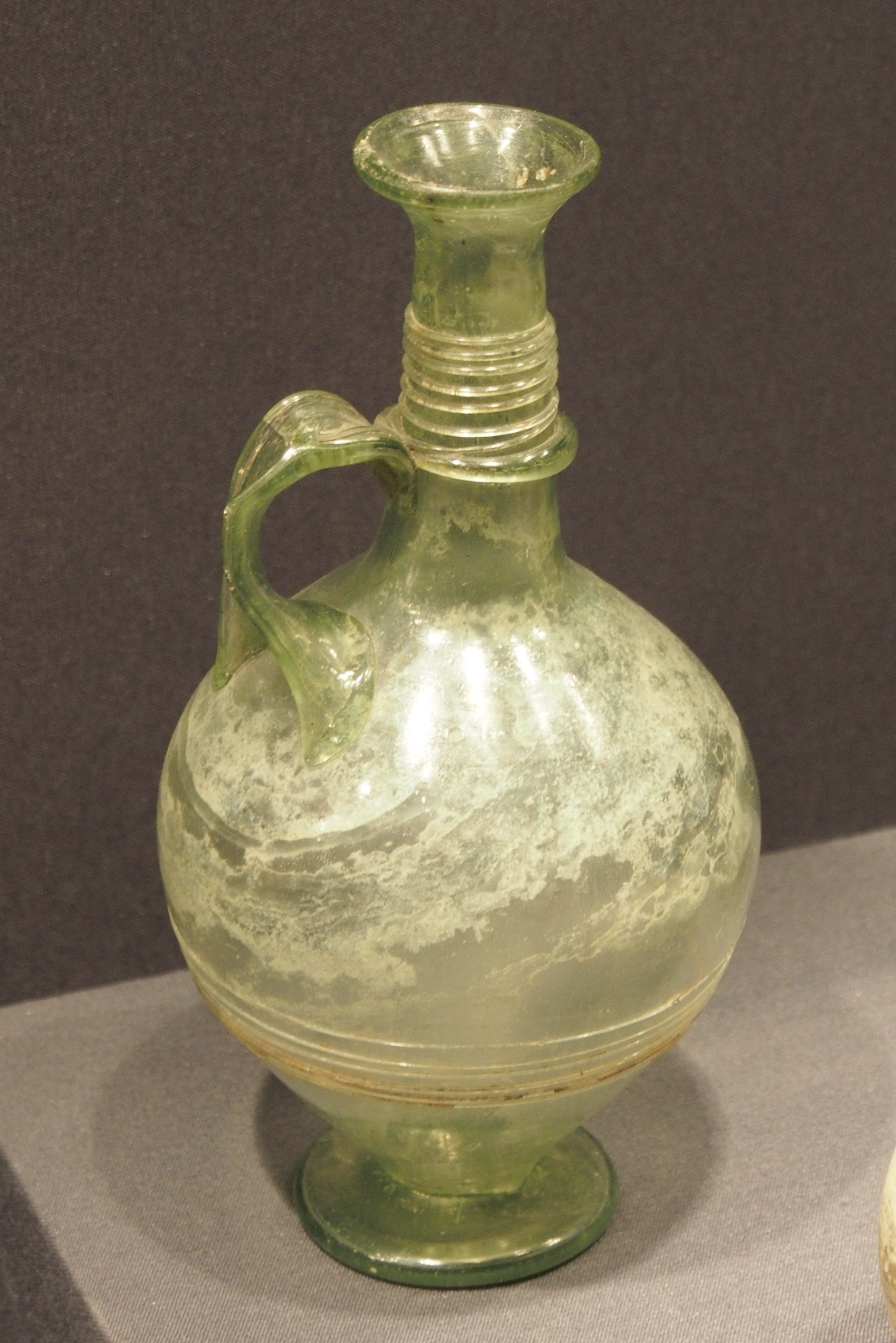
Jarra romana de vidrio (Hispania).

Uno de los prototipos más antiguos es la enócoe, jarra para servir el vino con un asa vertical y largo pico vertedor, y cuyo diseño puede hallarse heredado por muy diferentes culturas. En el Mediterráneo, este modelo aparece desde el Minoico Medio en Creta (2000-1600 a. C.) y hasta finales del Bronce del Egeo (siglo XIII a. C.). Los alfares de Atenas la producen desde el Protogeométrico (1050-900 a. C.).
En la cultura fenicia (s. VIII-VII a. C.), son frecuentes en los ajuares funerarios jarras muy parecidas al «enócoe» decoradas con engobe rojo bruñido y en ocasiones combinado con bandas negras. Siguiendo el prototipo «enócoe», la cerámica ibérica ha dejado abundante material arqueológico de jarras de boca trilobulada con asa vertical y cuello destacado; diseño que se repetirá en la cerámica común romana y que ha llegado hasta el siglo XX, con más de cuatro mil años de antigüedad.
Otro modelo de jarra con asa vertical es la olpe producida en Corinto y Atenas —siglos VI y V a. C.— imitando los jarros de bronce rodios de los siglos VIII-VII a. C. A diferencia de la enócoe, el olpe es un vaso cuyo mayor diámetro o ensanchamiento se ha desplazado a la mitad inferior del recipiente (de panza caída), que presenta boca circular y muy abierta —exvasada—, por lo que no necesita estar trilobulada (con picos de vertido).
Mayores diferencias muestra la jarra del tipo lágino, con su cuello alto y muy estrecho con pequeña boca circular, sobre un cuerpo ancho y bajo con asa alta vertical. Fue vaso y unidad de medida, que hacia la mitad del siglo IV a. C. sustituiría la enócoe. El lagino se convirtió así en el tipo de jarra de vino más frecuente en las mesas de griegos y romanos (estos últimos también la usaron para el agua).

## Jarras alfareras en España
La producción española de jarras alfareras parte de una rica variedad de tipos y modelos desde periodos anteriores a la ocupación y civilización de la península ibérica por los romanos. Desde esta perspectiva artesanal de la herencia cerámica, una definición más técnica de la jarra la describiría como "pieza profunda, cilíndrica o bitrococónica, con similar perímetro en base y boca, cuello ancho y variable, boca con pico y una gran asa vertical". También hay que reseñar que en España, durante siglos, el uso más corriente de la jarra fue contener vino.
Una de las piezas más curiosas de la "alfarería de novia", son las jarras de cuatro picos —o de novia—, de Lorca, Totana y otros focos murcianos.

## Jarras de cerveza

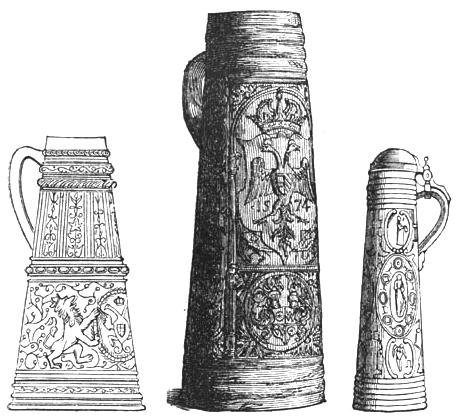
Tipos de jarras de cerveza en la «Meyers Encyclopedia» (1888-1889).

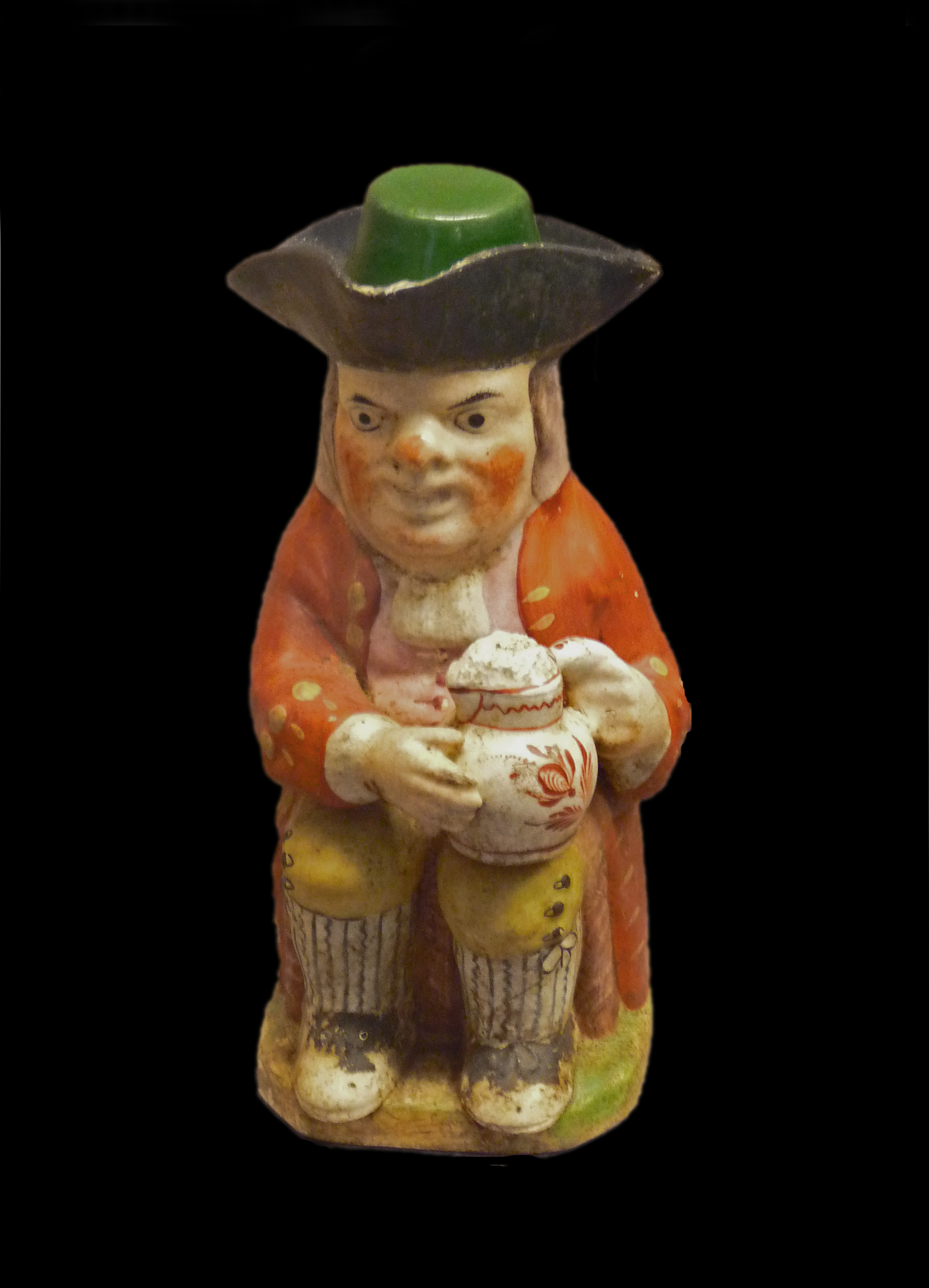
Jarra "Toby" en el “Musée royal de l'Afrique centrale”.

En Europa, culturas asociadas a la cerveza, como la de los países de la órbita británica y de los imperios germánico y austrohúngaro, han desarrollado modelos clásicos de jarra de cerámica de una sola asa y volúmenes variables llegando hasta un litro. La originalidad de sus diseños las ha convertido en objeto de coleccionista y en algunos entornos geográficos estas piezas han alcanzado valor de materiales de museo.
En el modelo centroeuropeo germánico, un determinado tipo de jarra dispone de una tapa metálica de bisagra para conservar la temperatura de la cerveza, que se bebía a temperatura ambiente (consumirla fría se popularizó más tarde). Aparece con frecuencia en los bodegones y la pintura de género holandesa de los siglos XVII y XVIII. Pueden verse ejemplos en las escenas de taberna pintadas por Adriaen e Isaak van Ostade, Jan Steen, Adriaen Brouwer y Teniers, y en algunos cuadros galantes de Gerard ter Borch.
En Inglaterra, la jarra Toby constituye un caso particular entre las jarras de cerveza. Representa a un hombre sentado que sujeta una jarra en una mano y una pipa en la otra y va vestido con indumentaria del siglo XVIII: un abrigo largo y un tricornio. El tricornio forma un canal para verter la cerveza, generalmente con una tapa móvil. La jarra toby original fue desarrollada por ceramistas de Staffordshire como Ralph Wood "el Joven", en los años 1760. Se ha supuesto que su popularidad provocó un desarrollo similar en las jarras de Delft, en Holanda, y luego en otros países.

## Expresiones relacionadas
- Ponerse en jarras, adoptar una postura en forma de jarra doblando los brazos con los codos hacia afuera y poniendo las manos en la cintura.
- Jarrear, por llover con fuertes rachas ("caen jarros de agua"), aunque el DRAE refiere este término a la acción de "sacar agua o vino con el jarro".

## Galería de los grandes pintores
Grandes maestros de la historia universal de la pintura dejaron ejemplos de jarras contemporáneas de su tiempo. Así, por ejemplo, Zurbarán, Murillo, Velázquez, Vermeer o Van Gogh.

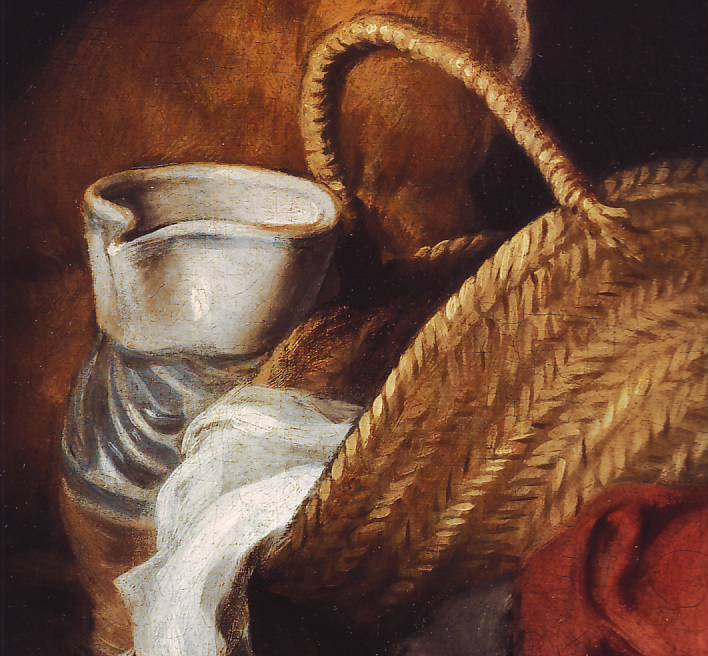
Jarra picuda de loza trianera, con decoración vegetal verdiazulada hecha con un barniz de cobalto. Detalle del cuadro de Murillo Vieja comiendo gachas con un chico y un perro (ca. 1660). Museo Wallraf-Richartz.
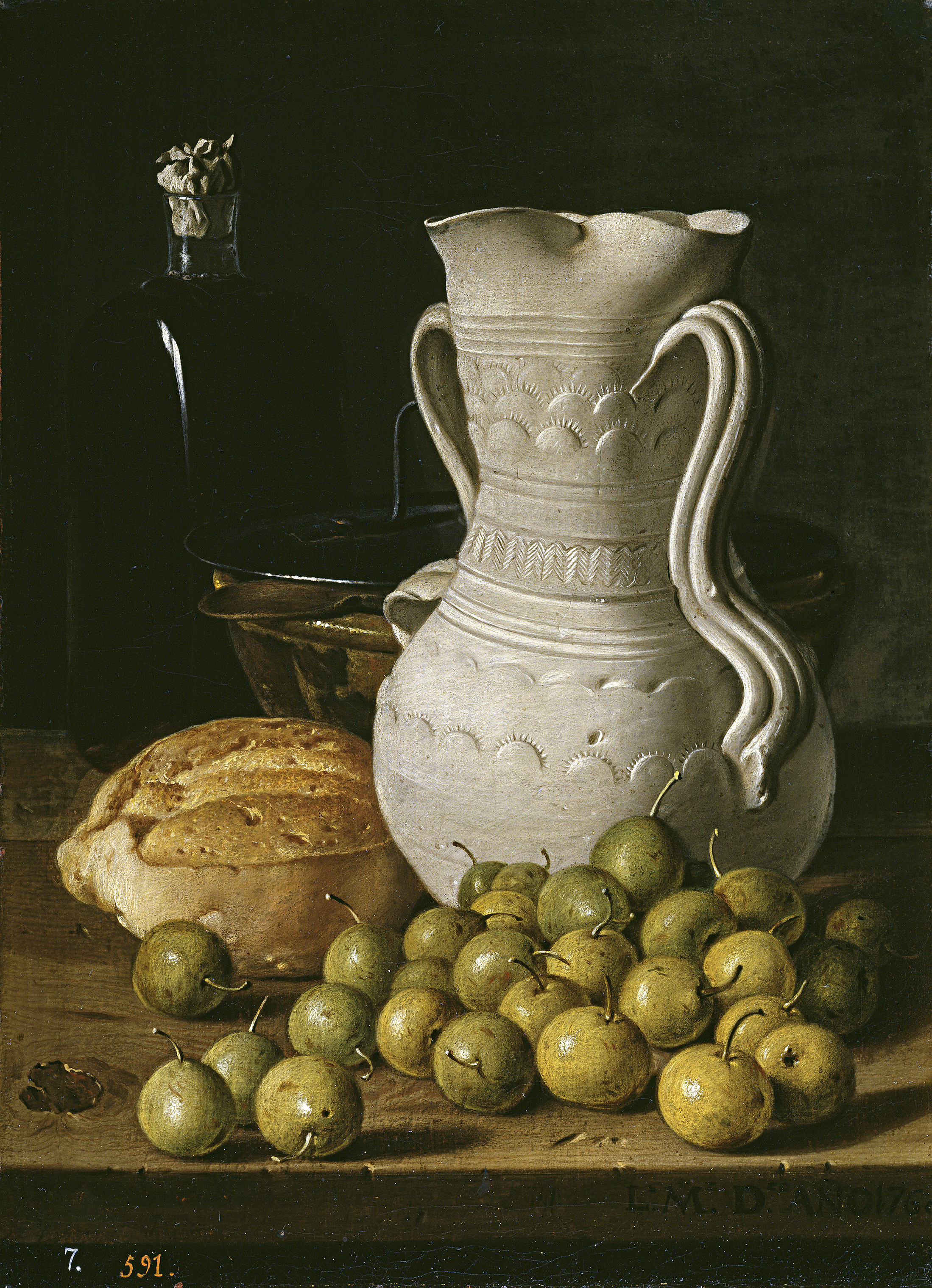
Jarra de cuatro picos, similar al modelo alcarraza, pintada en un bodegón de Luis Egidio Meléndez (hacia 1760). Museo del Prado.
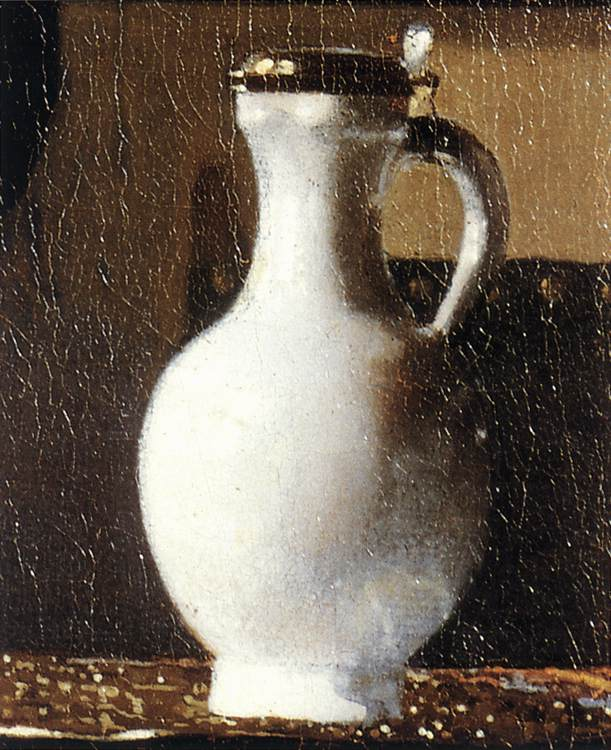
Típica jarra centroeuropea con tapa, pintada por Vermeer, detalle en A Lady at the Virginals with a Gentleman (1665). Palacio de Buckingham.
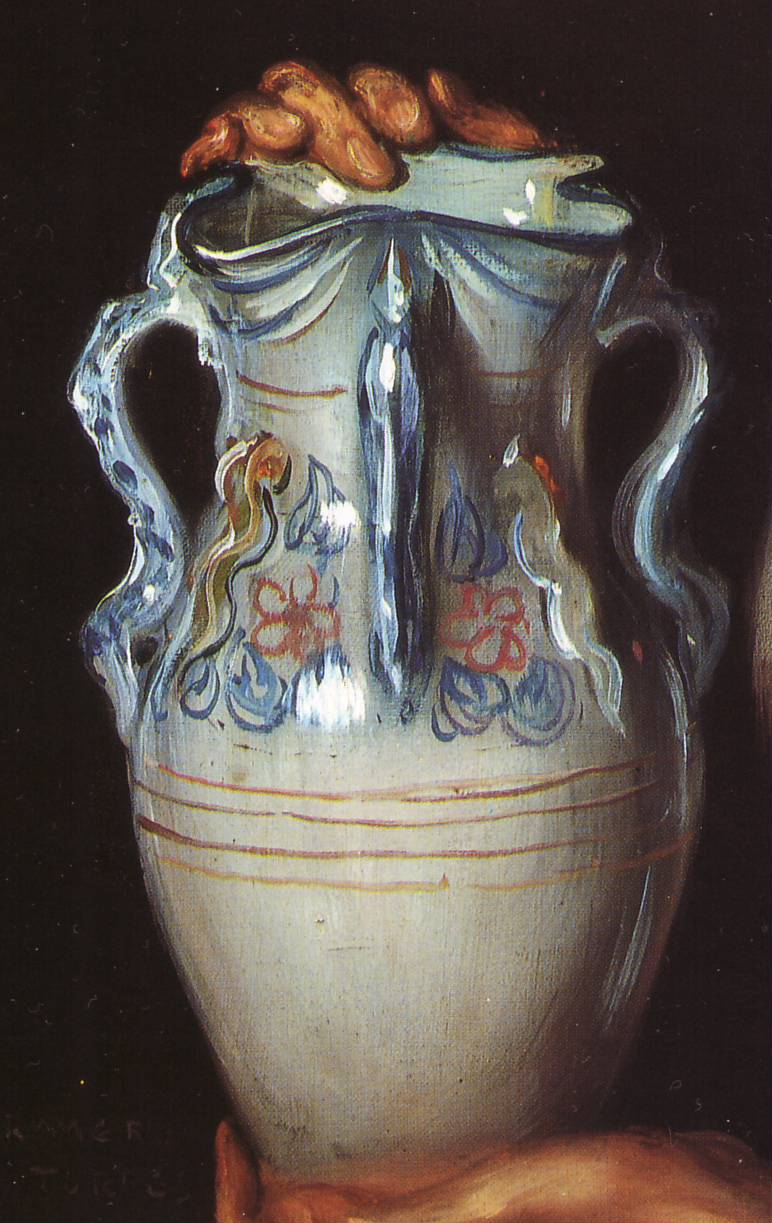
Jarra "de estudiante", con cuatro picos y cuatro asas, esmaltada en azul y ocre.  Detalle del cuadro de Julio Romero de Torres La niña de la jarra (1928). Museo Julio Romero de Torres.